# Trai Byers
Trai Byers (Kansas City, 19 luglio 1983) è un attore statunitense.

## Biografia
Ha effettuato gli studi alla Tucker High School a Tucker, in Georgia, successivamente ha studiato recitazione alla Yale School of Drama. Ha debuttato nel 2009 nel film horror Caesar and Otto's Summer Camp Massacre. Nel 2011 ottiene il ruolo ricorrente di Mookie nella soap opera La valle dei pini. Nel 2012 interpreta il ruolo di Alec Martin nella serie televisiva 90210.
Nel 2014 interpreta l'attivista per i diritti civili James Forman nel film di Selma - La strada per la libertà. Dal 2015 è uno degli interpreti principali della serie televisiva della Fox Empire, nel ruolo di Andre Lyon.

## Vita privata
Il 7 ottobre 2015 ha dichiarato il suo fidanzamento ufficiale con la collega Grace Gealey. La coppia si è sposata il 14 aprile 2016 sull'isola di Grand Cayman.

## Filmografia

### Cinema
- Caesar and Otto's Summer Camp Massacre, regia di Dave Campfield (2009)
- Destination Planet Negro, regia di Kevin Willmott (2013)
- Jayhawkers, regia di Kevin Willmott (2014)
- Selma - La strada per la libertà (Selma), regia di Ava DuVernay (2014)
- Americons, regia di Theo Avgerinos (2015)

### Televisione
- La valle dei pini (All My Children) – soap opera, 11 episodi (2011)
- 90210 – serie TV, 6 episodi (2012)
- Empire – serie TV (2015-2020)